# Vitaly Primakov
Pour les articles homonymes, voir Primakov.
Vitaly Markovitch Primakov, né le 3 décembre 1897 à Semenivka, près de Tchernigov (Empire russe) et  mort exécuté le 12 juin 1937 à Moscou, (URSS), est un militant bolchevik, officier soviétique ukrainien qui fut l'un des chefs de l'Armée rouge, commandant des cosaques rouges pendant la guerre civile russe. Attaché militaire soviétique en Afghanistan (1927-1929), puis au Japon (1930) et commandant adjoint du district militaire de Léningrad (1936), il fut victime du procès de Moscou à l'époque des Grandes Purges.

## Biographie
Fils de Mark Grigorievitch Primakov, instituteur originaire du village de Șoumanî dans le gouvernement de Tchernigov, Vitaly Primakov nait à Semenivka. En 1914, il rejoint le POSDR. Encore étudiant au gymnase, le 14 février 1915, il fut arrêté et assigné à résidence à perpétuité en Sibérie orientale (Aban (en)) pour avoir distribué des tracts et caché des armes. Libéré par la révolution de Février, il devient membre du Comité bolchevik de Kiev.
En tant que délégué de Tchernigov au deuxième Congrès panrusse des Soviets, il est élu membre du Comité exécutif central panrusse. Au cours de la révolution d'Octobre, il participe à  la prise du palais d'Hiver, puis, mène un détachement de gardes rouges lors de la répression de l'insurrection du général Krasnov près de Gatchina.
En décembre 1917, à Kharkiv, Primakov forme, à partir de volontaires - soldats, étudiants et travailleurs - le 1er régiment de Cosaques rouges, qui intègre les forces armées de la République populaire ukrainienne des Soviets et participe aux combats contre la Rada centrale. À l'automne de 1918, il participe activement à la création de l'armée soviétique ukrainienne. Plus tard, son régiment est réorganisé en brigade qui à son tour est à l'origine de la 8e division de cavalerie de Cosaques rouges.
En septembre 1919, la 8e division de cavalerie de Primakov affronte les détachements de l'armée des volontaires de Dénikine à Tchernigov. Il réussit en novembre 1919 à occuper Lgov, Fatej et Ponyri dans l'oblast de Koursk. 
En octobre 1920, en tête du 1er corps de la Cavalerie de cosaques, il participe à l'assaut de Perekope. Pour les batailles d'Orel et Koursk et ses succès dans la guerre soviéto-polonaise on lui attribue deux ordres du Drapeau rouge (1920, 1921) - 14 raids réussis sur les fronts de la guerre civile contre les forces ennemies supérieures, 60 batailles gagnées et aucune défaite - preuve de la maîtrise militaire de Primakov. En 1923, son unité reçoit le titre honorifique du 1er corps de la Cavalerie de cosaques du Comité exécutif central ukrainien et du Komsomol ukrainien.
En mai 1937, il est arrêté et accusé d'avoir participé à la conspiration anti-soviétique trotskiste, avec Putna,, Toukhatchevski, Yakir, Ouborevitch, et quelques autres commandants de l'Armée rouge. Il est condamné à mort le 11 juin 1937, par la Cour suprême de l'URSS et le 12 juin 1937, fusillé. Il sera réhabilité en 1957.

## Famille
Marié trois fois il a épousé Oksana Kotsyubynska, puis Maria Aronovna Dovzhik et en 1930 la réalisatrice Lili Brik, sœur d'Elsa Triolet et belle-sœur de Louis Aragon. Sa femme, membre de l'avant-garde russe et visée également par la répression stalinienne, est toutefois épargnée.